# Nago Ryōhō
 (signalé en juin 2025).
Si vous disposez d'ouvrages ou d'articles de référence ou si vous connaissez des sites web de qualité traitant du thème abordé ici, merci de compléter l'article en donnant les références utiles à sa vérifiabilité et en les liant à la section « Notes et références ».
- Archive Wikiwix
- Bing
- Cairn
- DuckDuckGo
- E. Universalis
- Gallica
- Google
- G. Books
- G. News
- G. Scholar
- Persée
- Qwant
- (zh) Baidu
- (ru) Yandex
- (wd) trouver des œuvres sur Wikidata

Nago Ueekata Ryōhō (名護 親方 良豊, 1551-1617), aussi connu sous son nom de style chinois Ba Ryōhitsu (馬 良弼), est un aristocrate et fonctionnaire du gouvernement du royaume de Ryūkyū. Il est membre du Sanshikan de 1592 à 1614.